# Telsimia acaciae
Telsimia acaciae – gatunek chrząszcza z rodziny biedronkowatych i podrodziny Coccinellinae.

## Taksonomia
Gatunek ten opisany został po raz pierwszy w 2005 roku przez Adama Ślipińskiego, Pang Honga i Roberta Pope’a na łamach „Annales Zoologici”. Jako lokalizację typową wskazano australijskie Brisbane. Epitet gatunkowy oznacza po łacinie „akacjowa”.

## Morfologia
Chrząszcz o ciele długości od 1,75 do 2,4 mm, od 1,1 do 1,2 raza dłuższym niż szerokim, w zarysie krótko-owalnym, z wierzchu silnie wysklepionym. Ubarwienie ma w całości czarne, czasem z lekko rozjaśnionymi czułkami, głaszczkami i stopami.
Głowa jest silnie poprzeczna, zaopatrzona w duże oczy oraz bardzo krótkie czułki. Powierzchnia czoła jest pokryta punktami nieco większymi od omatidiów oddalonymi od siebie o mniej niż jedną średnicę oraz porośnięta przylegającym, złotożółtym owłosieniem.
Przedplecze jest silnie poprzeczne, o krawędzi przedniej rozwarcie łukowatej i pośrodku zgiętej, a krawędziach bocznych łukowato zakrzywionych i nierozpłaszczonych. Punkty na dysku przedplecza są większe niż na czole, oddalone o 0,5–1,2 swoich średnic, a na bokach tej samej wielkości, ale oddalone na połowę lub mniej niż połowę średnicy. Owłosienie przedplecza jest półpokładające się i skierowane do przodu lub przednio-bocznie. Między pokrywami widnieje mała, trójkątna tarczka. Pokrywy są silnie sklepione, o mocno zwężających się ku szczytowi, ale osiągających go epipleurach. Punkty na pokrywach są niewiele większe niż na przedpleczu, rozstawione zwykle na odległości równe swoim średnicom. Owłosienie na pokrywach jest półwzniesione i tworzy symetryczne, wirowate wzory. Przedpiersie ma wyrostek międzybiodrowy pokryty dużymi i płytkimi punktami oddalonymi na swoje średnice. Punkty na zapiersiu tuż za panewkami środkowych bioder są tak duże jak na śródpiersiu, zaś w pozostałej części zapiersia znacznie mniejsze i rzadziej rozmieszczone. Odnóża wszystkich par u samca mają stopy o rozdwojonych pazurkach. U samicy wszystkie pazurki mają bardzo płytko odkrojony płatek nasadowy. 
Odwłok ma pięć widocznych na spodzie sternitów (wentrytów), z których dwa pierwsze są częściowo zespolone, ale z dobrze zaznaczonym szwem. Płytki zabiodrowe na pierwszym wentrycie są asymetrycznie zakrzywione. Punkty między biodrami są takich rozmiarów jak na zapiersiu. Wentryt piąty jest tak długi jak te od drugiego do czwartego razem wzięte i ma krawędź tylną u samicy równomiernie zaokrągloną, a u samca lekko pośrodku spłaszczoną lub wykrojoną. Na dyskach trzeciego i czwartego wentrytu punktowanie nie ogranicza się do pojedynczych szeregów.

## Ekologia i występowanie
Owad endemiczny dla Australii, znany z Terytorium Północnego, Queenslandu i północnej Nowej Południowej Walii. Zarówno larwy, jak i owady dorosłe są drapieżnikami żerującymi na czerwcach, w tym na Eriococcidae i gwiazdoszowatych. Spotykane są na różnych roślinach, w tym na akacjach, bambusach, cytrusach, eukaliptusach i makadamiach.